# Suaasat
Suaasat es una sopa tradicional y plato nacional de Groenlandia. Se hace de carne de foca, pero también se puede hacer de ballenas, renos o aves marinas.
La sopa a menudo incluye cebollas y papas y simplemente se sazona con sal, pimienta negra y hojas de laurel. A menudo se espesa con arroz o empapando cebada en agua durante la noche para que el almidón se filtren en el agua. 